# Одбегла Докторка
Одбегла Докторка је инкарнација Доктора, протагонисте британске научнофантастичне телевизијске серије Доктор Ху. Глумила ју је енглеска глумица Џо Мартин, прва црнкиња која је глумила овај лик.
У оквиру наратива серије, Доктор је неколико векова стар ванземаљски Временски господар са планете Галифреј који путује кроз време и простор у ТАРДИС-у, често са сапутницима. На крају живота, Доктор се регенерише па се због тога његов физички изглед и личност мењају. Овај заплет је омогућио бројним глумцима, и мушким и женским, да тумаче улогу Доктора кроз деценије. Сваки глумац који игра Доктора нуди другачији поглед на Докторову суштинску личност. Мартинино тумачење Докторке је лик прекаљен у борби који не трпи будале радо, ауторитативног и сталоженог понашања. За разлику од већине инкарнација лика, Мартинина Докторка је спремно користила физичку борбу и доступно оружје да одлучно оконча сукоб.
Одбегла Докторка је немилосрднија инкарнација лика. У почетку је било непознато где се ова инкарнација, која се сусреће током ере Тринаесте Докторке (Џоди Витакер), уклапа у измишљену хронологију серије, иако су многи коментатори нагађали да је она била из Докторове прошлости, пре Првог Доктора. У епизоди „Некада давно” (2021) потврђено је да је она прошла инкарнација Доктора из раздобља које је у неком тренутку избрисано из Докторовог сећања. Још увек се не зна тачно где се ова инкарнација уклапа. Тринаеста Докторка ју је упознала на Земљи где се сакрила од Господара времена за које је била приморана да ради као део тајанствене „Дивизије”.

## Појављивања
Одбегла Докторка се први пут појављује у епизоди „Бегунац од Џадуна”, прерушена у жену водича, Рут Клејтон, помоћу камелеонске луке. Као Рут, она живи заједно са својим „мужем” Лијем у Глостеру у 21. веку не знајући ништа о својој правој природи. Џадуни су је пронашли и напали град са намером да је представе галифрејској команданткињи Гат. Ли, колега Господар времена и бегунац, упућује Рут на светионик где је враћена у свој претходни идентитет. У исто време, Тринаеста Докторка проналази полицијску кутију закопану у земљишту – Рутин ТАРДИС. Док једна другој откривају своје идентитете, испоставило се да ниједна Докторка не препознаје другу, што је довело до забуне између њих две јер су обе претпоставиле да је ова друга будућа варијанта ње саме. Пошто је преварила Гат да се случајно убије неисправним пиштољем, Одбегла Докторка се једљиво растаје од себе.
Поново се појављује у „Ванвременској деци”, када је Тринаеста Докторка заробљена у Матриксу од стране Господара. Обавештава је да је она Ванвременско дете и да је живела много живота пре онога што је веровала да је њена прва инкарнација. У покушају да побегне и помири ово сазнање са својим идентитетом, она наилази на пројекцију Одбегле Докторке. Пројекција је подсећа да никада раније није била дефинисана својом прошлошћу, након чега нестаје.
Одбегла Докторка се поново појављује у епизоди „Некада давно”. У тој епизоди, Тринаеста Докторка је враћена у свој прошли временски ток до своје претходне посете храму Атропоса где се последњи пут суочила са Разарачима познатим као Рој и Азур. Тринаеста Докторка открива да се не сећа догађаја, али пошто је угледала свој одраз у огледалној зидној плочи види да је у својој инкарнацији Одбегла Докторка. Тринаеста Докторка сазнаје да је Одбегла Докторка предводила екипу оперативаца „Дивизије”, међу којима је био и лупарски официр Карваниста, да заробе двоје Разарача и користи методе из прошлости као подстрек да поправи стање у садашњости.
У „Победницима”, Карваниста коначно открива Тринаестој Докторка да је он заправо некада био сапутник Одбегле Докторка. Међутим, она га је у једном тренутку напустила, због чега је био огорчен према Докторки. Карваниста није могао да каже Тринаестој Докторки ништа о својој прошлости са Одбеглом Докторком јер му је „Дивизија” усадила уређај у мозак који ће га убити ако покуша. Докторка касније враћа шаф-хаузен који садржи сва њена изгубљена сећања, али она одлучује да га депонује дубље у ТАРДИС ради чувања до тренутка када јој заиста буде потребан, а не да враћа та изгубљена сећања.
Одбегла Докторка се поново појављује у „Моћи Доктора” као холограм вештачке интелигенције који је коришћен да превари Господара пошто је украо Докторкино тело. Одбегла Докторка помаже Јасмин и Виндеру да врате Докторку. Одбегла Докторка се касније појављује као сећање на једну од претходних авантура која је укључивала Анансија и његову ћерку Абену, у епизоди „Причa и машина” (2025).

### Аудио драме
Дана 23. априла 2022. године, Big Finish Productions је објавио да ће Џо Мартин поновити своју улогу у Авантурама Одбегле Докторке, низу аудио драма о Докторки који прате њену инкарнацију након догађаја у „Бегунцу од Џадуна”.

## Карактеризација
Одбегла Докторка је мрачнија инкарнација, оштрог језика и кратке ћуди. Она показује насилну црту када нападне једног Џадуна и ношење оружја јој не пада тешко, пре него што обмане непријатеља да се њиме несвесно убије. Поређења су направљена са претходним инкарнацијама. Сама Мартинова је упоредила мрзовољно расположење свог лика са расположењем Дванаестог Доктора. Она ипак показује све Докторове јуначке квалитете и чари, охрабрујући себе у будућности када ју је заробио Господар.
Лик такође треба да евоцира на раније Докторе, да укаже да је она из прошлости Тринаесте Докторке. Она одбија да користи сонични шрафцигер и назива ТАРДИС својим „бродом”, слично као Први Доктор. Унутрашњост њеног ТАРДИС-а такође је направљена по узору на гарнитуру коришћену 1960-их, са белим зидовима и идентичном централном конзолом.
Њен костим је дизајнирао Реј Холман како би одражавао њену оштрију природу. Црне борбене панталоне и чизме наговештавају Докторку навикнуту на борбу и позивају се на костим Дванаестог Доктора. Прслук и капут тамне боје шкотског твида са раздобљем кројеним по класичним Докторима доприносе наговештају жешће инкарнације. Кошуља јарких боја са крагном са постољем и наруквицама дају контраст који наговештава Докторкину ексцентричност и направљена је од афричке Кенте тканине као омаж глумичином наслеђу и значају њене улоге. Ова Докторка је такође повремено носила жуте наочаре за сунце уз ову одећу.

## Избор глумице
Џо Мартин је изабрана за прву тамнопуту Докторку у серији, што је била прекретница која је наишла на многе похвале коментатора.
Није било најављено пре емитовања првог појављивања овог лика у „Бегунцу од Џадуна” да ће нови Доктор дебитовати. Промотивни материјали наводе да је Џо Мартин само играла Рут док њој самој није речено да ће глумити Докторку све док јој није понуђена улога након аудиције. Тада је једино могла да каже свом мужу који је лик играла.

## Пријем
Критичари су похвалили Мартинин наступ у улози Одбегле Докторке, а неки су изразили жељу да је виде више. Насупрот томе, Меријана Сејлем из Junkee-ја је критиковала откриће да је Докторка раније била жена, што је поткопало Витакерин значај као прве женске инкарнације.

## Напомена
1. ↑  У своја прва два појављивања, лик је приписан само као „Докторка” и само се као такав помиње у серији. Творци серије нису јој дали никакву посебну ознаку. Као таква, различита имена се користе у другим изворима, укључујући „Одбегла Докторка”,[24][25] „Докторка Рут”[26][11] „Докторка Мартин”[1] и „Немогућа Докторка”.[27] Касније је потписана као „Одбегла Докторка”.[12]